# شق القمر: ديوان شعر إسلامي
شق القمر: ديوان شعر إسلامي هو كتاب شعر إسلامي صدر عام 2012 للشاعر والباحث البريطاني المولود في نيوزيلندا جويل هايوارد. كانت هذه ثاني مجموعة شعرية ينشرها هايوورد وثامن كتاب له بشكل عام.

## الملخص
تعكس المجموعة الشعرية الثانية لجويل هايوارد، والتي تحمل عنوان "شق القمر"، محاولة فهم اعتناقه إلى الإسلام بعد أن عاش حياة غير مريحة كأحد أتباع المذهب الوحدوي في عالم مسيحي ثلاثي. في حين يكافح المسلمون للتكيف مع الحداثة، يقدم هايوارد تعليقًا شعريًا على المشاكل التي يواجهونها. وهو ينتقد بشكل خاص العنف والإرهاب المرتكب باسم الدين الذي اختاره؛ وينفي علاقة أفعال هذه الجماعات بالإسلام الحقيقي.